# Samuabum
Samuabum (em acádio: Sumu-abum; romaniz.: Sumuabum, Samu-Adama ou Su-abu) foi o primeiro rei e fundador da Babilônia. Ele reinou de 1 830 a.C. até 1 817 a.C. e foi sucedido por seu filho Samulael.

## História
Samuabum era, antes de se tornar rei, um xeque amorita e um nômade durante o século XIX a.C.. Ele (e os três reis amorreus que o sucederam), de fato, não reivindica ser o "rei da Babilônia", sugerindo que a cidade ainda era de pouca importância naquele momento. Samuabum se proclamou rei provavelmente na cidade de Quisurra.
Oito anos depois, ele completou as fortificações em Dilbate, e, no ano seguinte, afirmou sua suserania sobre Quis após os oito anos de luta. Três anos depois, Samuabum conquistou a cidade de Cazalu, que provavelmente esteja situada no sudeste da Babilônia. Uma carta de Icumpisa, chefe em Tel ed-Der, afirma que Samuabum se aliou a Masparum e a Sumunabiarim contra Alumbiumu, rei de Marade.
Além disso, Samuabum construiu ou reparou os templos de Nininsina (4º ano do reinado) e Nana (5º ano).